# Mark Tuitert
Mark Tuitert (n. 4 aprilie 1980, Holten⁠(d), Overijssel, Țările de Jos) este un patinator de viteză ce a reprezentat Regatul Țărilor de Jos, medaliat olimpic. A participat la 3 ediții ale Jocurilor Olimpice (2006, 2010, 2014) în care a câștigat o medalie de aur și două medalii de bronz.